# Alexandra (serie televisiva)
Alexandra (Alexandra Ehle) è una serie televisiva francese di genere giallo poliziesco.

## Trama
La patologa Alexandra Ehle collabora con la polizia di Bordeaux per risolvere una serie di omicidi.

## Episodi
| Stagione         | Episodi | Prima TV Francia | Prima TV Italia |
| ---------------- | ------- | ---------------- | --------------- |
| Prima stagione   | 4       | 2018-2019        | 2020            |
| Seconda stagione | 3       | 2020-2021        | 2021            |
| Terza stagione   | 2       | 2022             | 2022            |
| Quarta stagione  | 2       | 2023             | 2023            |
| Quinta stagione  | 2       | 2024             | 2024            |

## Personaggi e interpreti
- Julie Depardieu: Alexandra Ehle;
- Bernard Yerlès: Antoine Doisneau
- Xavier Guelfi: Théo Durrel
- Sara Martins: Diane Dombres
- Sophie Le Tellier: Ludivine Moret
- Emilie Lehuraux: Iggy Bevilacqua
- Laurent Maurel: Joël Baupin
- Andréa Ferréol: Laurette Doisneau
- Philippe Cailier: Roméo Charron
- Quentin Baillot: Louis Pincé.